# 243 aC
El 243 aC va ser un any del calendari romà prejulià. Durant la República i l'Imperi Romà, era conegut com a any del consolat de Fúndul i Gal (o també any 511 ab urbe condita). L'ús del nom «243 aC» per referir-se a aquest any es remunta a l'alta edat mitjana, quan el sistema Anno Domini va ser el mètode de numeració dels anys més comú a Europa.

## Esdeveniments

### Antic Egipte
- Segons la llegenda, Berenice II d'Egipte consagra un ble del seu cabell al temple de Zefirion pel retorn del seu marit Ptolemeu III Evergetes I sa i estalvi de Síria. L'astrònom Conó de Samos afirma que els cabells havien format una constel·lació, la Cabellera de Berenice, cosa que origina un poema cèlebre de Cal·límac, després perdut, però que es conserva en una traducció de Catul.[2][3][4]
- Ptolemeu III torna de Síria perquè s'ha estès una revolta a Egipte, i Seleuc II aprofita per recuperar el control del seu regne i expulsar els egipcis de Mesopotàmia i de part del Nord de Síria. Seleuc concedeix el govern d'una pat del territori al seu germà Antíoc Híerax.[5]
- Ptolemeu III torna de les seves conquestes en el territori selèucida amb una gran quantitat de tresors i obres d'art, incloent-hi moltes estàtues de déus egipcis que Cambises II de Pèrsia havia espoliat prèviament. Ptolemeu deposita les estàtues i els tresors als temples egipcis i aconsegueix així el títol d'Evergetes ('Benefactor').[6]

### Antiga Grècia
- Sense declaració de guerra prèvia, el polític grec Àrat de Sició, que havia transformat la Lliga Aquea en una potència important de Grècia, ataca Corint per sorpresa i força la retirada de les tropes d'ocupació macedòniques. Mègara, Trezè i Epidaure també abandonaren el rei macedoni Antígon II per entrar a la Lliga.[7]
- Basant-se en la tradició del jurista espartà Licurg, el jove rei d'Esparta, Agis IV de la dinastia euripòntida, intenta reformar un sistema polític que distribuïa la terra i la riquesa d'una forma desigual i que carregava els pobres de deutes. Proposa la cancel·lació dels deutes i el repartiment de les terres espartanes en parcel·les per als seus ciutadans, i la concessió de la ciutadania als Periecs (homes lliures sense dret a vot) i a estrangers. A més, el rei proposa la restauració del sistema que havia creat Licurg per la formació militar. Agis rep el suport de la seva mare i la seva àvia (que renuncien a les seves propietats), del seu oncle Agesilau i de Lisandre, un dels èfors (magistrats que supervisaven el govern reial d'Esparta).[8]

### Antiga Roma
- Aquest any són elegits cònsols Gai Fundani Fúndul i Gai Sulpici Gal.[9]
- Fundani Fúndul és enviat a Sicília a lluitar contra Amílcar Barca que ocupava la ciutat d'Erix. Amílcar demana una treva per enterrar els morts i Fundani li contesta que valia més demanar una treva pels vius i rebutja la petició. Quan més tard fa una proposta de treva per recollir els seus morts a Amílcar, el cartaginès li concedeix, dient que ell no combat contra els morts.[10]

## Naixements
- Seleuc III Ceraune, posteriorment rei de l'Imperi Selèucida.[11]
- Magó Barca, germà d'Hanníbal Barca i futur general de l'Imperi cartaginès.[12]